# Kiến trúc sinh thái

NOAH, the New Orleans Arcology Habitat, được thiết kế bởi Ahearn Schopfer and Associates

Kiến trúc sinh thái, một từ ghép giữa " kiến trúc" và "sinh thái",  là tầm nhìn về các nguyên tắc thiết kế kiến trúc đối với môi trường sống đông dân cư. Khái niệm này được đặt ra vào năm 1960 bởi kiến trúc sư Paolo Soleri, người tin rằng một kiến trúc nhân tạo toàn diện sẽ có đủ không gian cho nhiều công trình dân cư, thương mại và nông nghiệp trong khi vẫn giảm thiểu tác động của con người đối với môi trường.
Tuy nhiên, các cấu trúc này vẫn chỉ là giả thuyết khi mà chưa một kiến trúc nhân tạo nào thực sự được thực hiện.

## Phát triển
Một kiến trúc sinh thái khác biệt với một tòa nhà lớn ở chỗ nó được thiết kế cho sự bền vững, sử dụng tất cả hoặc hầu hết các nguồn lực sẵn có để thiết kế một cuộc sống tiện nghi: điện, kiểm soát khí hậu, sản xuất lương thực, bảo tồn nước và không khí, lọc và xử lý nước thải,... Nó được thiết kế để có khả năng cung cấp các nhu cầu này cho một lượng lớn dân số. Một kiến trúc nhân tạo sẽ cung cấp và duy trì kết nối riêng của mình để cơ sở hạ tầng thành phố, thị xã hoạt động.
Các kiến trúc sinh thái đã được đề xuất để giảm thiểu tác động của con người đối với tài nguyên thiên nhiên. Thiết kế kiến trúc sinh thái có thể áp dụng các kỹ thuật hạ tầng và công trình dân dụng thông thường trong các dự án rất lớn. Nhưng thực tế, để đạt được tính quy mô kinh tế cho người đi bộ, mà đã chứng minh là khó có thể đạt được sau thời đại ô tô.
Frank Lloyd Wright đề xuất một phiên bản đầu gọi là thành phố Broadacre. Mặc dù trái ngược với một số kiến trúc sinh thái, ý tưởng của Wright tương đối hai chiều (2D) và phụ thuộc vào một mạng lưới đường bộ. Kế hoạch của Wright mô tả các hệ thống giao thông vận tải, nông nghiệp, thương mại sẽ hỗ trợ nền kinh tế. Các nhà phê bình cho rằng giải pháp của Wright không tính đến sự gia tăng dân số và giả định một hệ thống dân chủ cứng nhắc hơn so với thực tế ở Hoa Kỳ.
Buckminster Fuller đề xuất các dự án Old Man River's City, một thành phố với mái vòm sức chứa 125.000. Nó được xem như một giải pháp cho các vấn đề nhà ở tại Đông St. Louis, bang Illinois.
Paolo Soleri đề xuất các giải pháp sau và đặt ra thuật ngữ "kiến trúc nhân tạo". Soleri mô tả cách nén cấu trúc thành phố trong ba chiều để chống lại sự mở rộng đô thị hai chiều, để tiết kiệm về vận chuyển và sử dụng năng lượng khác. Giống như Wright, Soleri đề xuất những thay đổi trong giao thông vận tải, nông nghiệp và thương mại. Soleri khám phá giảm tiêu thụ tài nguyên và nhân bản, cải tạo đất. Ông cũng đề xuất loại bỏ hầu hết các phương tiện giao thông cá nhân. Ông ủng hộ những kiến trúc "sáng tạo" hơn và được ưa chuộng sử dụng nhiều hơn các nguồn lực xã hội chia sẻ, bao gồm cả vận chuyển công cộng (và các thư viện công cộng).

## Dự án thực tế tương tự

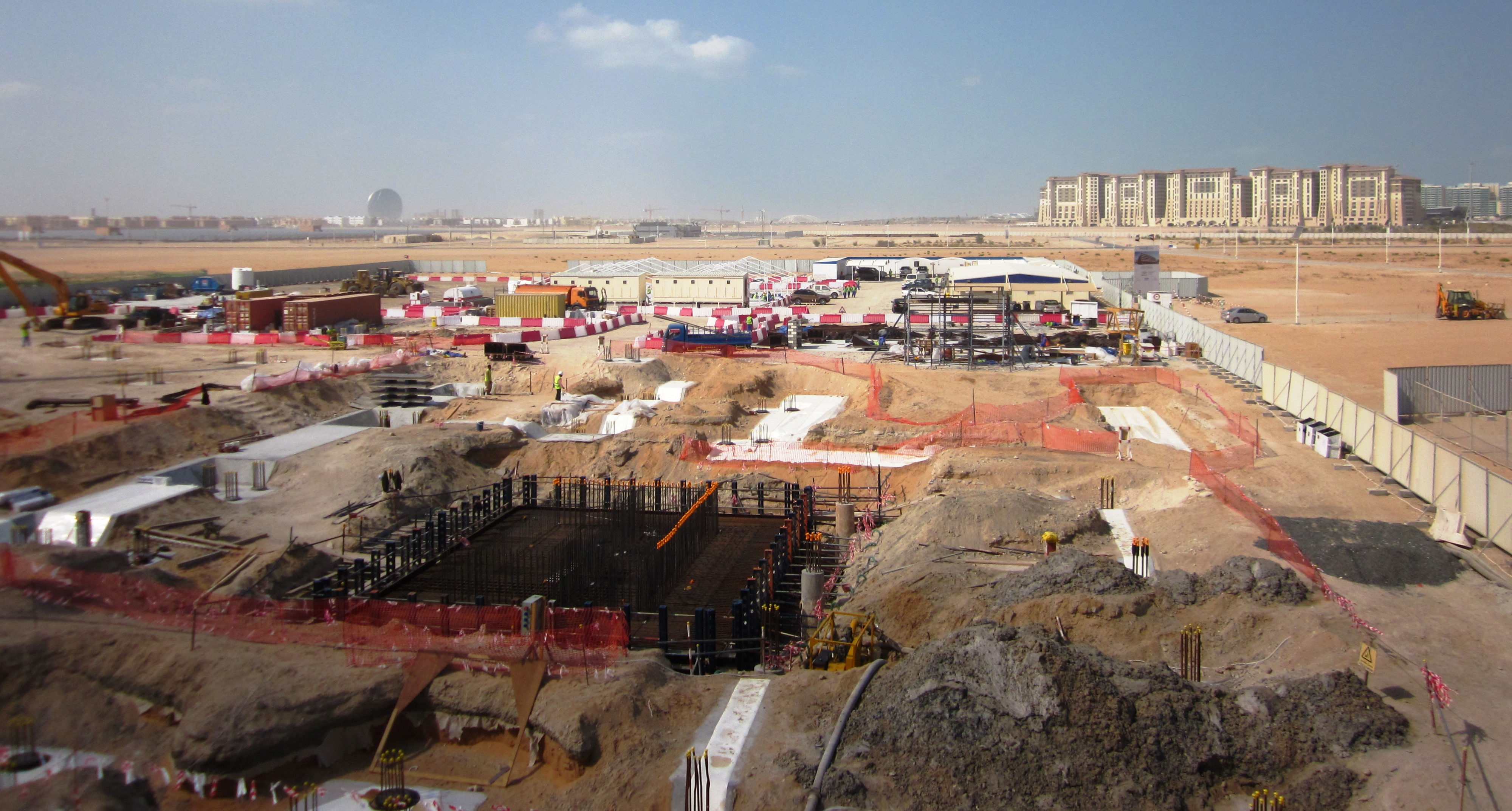
Thành phố Masdar được xây dựng vào năm 2006

Các dự án kiến trúc nhân tạo lớn nhất được phát triển hiện nay là Thành phố Masdar, nằm gần Abu Dhabi của Các Tiểu vương quốc Ả rập. Nó được xây dựng giữa 45.000 và 50.000 cư dân trên 6 ki-lô-mét vuông, và để có một công trình bền vững, không chất thải, sinh thái học.
Arcosanti là một thử nghiệm "kiến trúc nhân tạo nguyên mẫu" - một dự án trình diễn được xây dựng ở trung tâm Arizona kể từ năm 1970. Được thiết kế bởi Paolo Soleri, mục đích chính của nó là để trình bày thiết kế cá nhân của Soleri, ứng dụng của ông về nguyên tắc của arcology để tạo ra một hình thái đô thị thân thiện với người đi bộ.
Nhiều thành phố trên thế giới đã đề xuất dự án tôn trọng những nguyên tắc thiết kế của khái niệm arcology, như Tokyo, và Dongtan gần Thượng Hải  Các dự án Dongtan có thể đã sụp đổ, và nó không mở cho World Expo Thượng Hải năm 2010
Một số dự án đô thị phản ánh nguyên tắc arcology. Hệ thống kết nối cho người đi bộ thường cung cấp một loạt các hàng hóa và dịch vụ trong một cấu trúc thống nhất. Một số ví dụ bao gồm: 15 hệ thống trong trung tâm thành phố Calgary, Montréal của Reso, các hệ thống đường chim bay Minneapolis và The kiếng trong Fermont, Quebec. Chúng bao gồm siêu thị, khu mua sắm và vui chơi giải trí phức hợp. Các +15 là skywalk rộng lớn nhất trên thế giới, ở tuổi 16 km (9,9 mi) trong tổng chiều dài. Minneapolis có con đường duy nhất, ở mức 13 km (8 dặm). Thành công Seward, Alaska đã không bao giờ được xây dựng, nhưng sẽ là một thành phố nhỏ ngay bên ngoài của Anchorage. Chicago có một hệ thống đường hầm khá lớn được gọi là Chicago Pedway kết nối một phần của các tòa nhà trong vòng Chicago.
The Las Vegas Strip có nhiều tính năng arcology để bảo vệ những người từ nhiệt độ 45 °C (113 °F). Nhiều sòng bạc lớn được nối với nhau bằng các đường hầm, cầu khỉ, và nhu cầu lớn TP.HCM. Có thể đi từ Vịnh Mandalay ở cuối phía nam của Strip đến Trung tâm Hội nghị Las Vegas ba dặm (5 km) về phía bắc, mà không cần sử dụng đường phố. Trong nhiều trường hợp, nó có thể di chuyển giữa các sòng bạc khác nhau mà không bao giờ đi ra ngoài. Nó có thể sống trong phức tạp này mà không cần phải liên doanh bên ngoài, ngoại trừ Strip đã chung không được coi là tự bền vững. Soleri không bênh vực cho thành phố kèm theo, mặc dù ông đã phác thảo một thiết kế và xây dựng một mô hình của một 'arcology' cho không gian bên ngoài.
The Toronto khu vực trung tâm thành phố có mạng cho người đi bộ dưới lòng đất, PATH. Nhiều nhà cao tầng được kết nối bởi một loạt các đường hầm dưới lòng đất. Nó có thể sống trong phức tạp này mà không cần phải liên doanh bên ngoài, nhưng các mạng PATH không phải là tự duy trì, cũng không phải là hiện nay tự bền vững. Tổng mạng kéo dài 28 km (17 dặm).
McMurdo ga của Chương trình Nam Cực Hoa Kỳ và các trạm nghiên cứu khoa học khác trên lục địa của Nam Cực giống với quan niệm phổ biến của một arcology là một cộng đồng công nghệ tiên tiến tương đối tự túc của con người. Các cơ sở nghiên cứu Nam Cực cung cấp tiện nghi sinh hoạt và vui chơi giải trí cho khoảng 3.000 nhân viên những người ghé thăm mỗi năm. Xa xôi và các biện pháp cần thiết để bảo vệ người dân của mình từ các môi trường khắc nghiệt cho nó một nhân vật đảo. Các nhà ga không phải là tự cung tự cấp - quân đội Mỹ cung cấp 30.000 mét khối (8 × 10 6  US gal) nhiên liệu và 5 kilotonnes (11 triệu bảng) của vật tư, thiết bị hàng năm thông qua nó Operation Deep Freeze tiếp tế nỗ lực nhưng nó được phân lập từ các mạng lưới hỗ trợ thông thường. Các cơ sở sản xuất điện với các nhà máy điện riêng của mình, và phát triển các loại trái cây và rau quả trong một ngôi nhà màu xanh lá cây thủy canh khi tiếp tế là không tồn tại. Theo hiệp ước quốc tế, thì phải tránh thiệt hại cho các hệ sinh thái xung quanh.
Crystal Island là một kiến trúc nhân tạo đề xuất ở Moscow, Nga. năm 2009, việc xây dựng đã bị hoãn lại vô thời hạn do cuộc khủng hoảng kinh tế toàn cầu.
Các Begich Towers hoạt động giống như một arcology quy mô nhỏ bao gồm gần như tất cả dân số của Whittier, Alaska. Các cặp tòa nhà có nhà ở cũng như trường học, cửa hàng tạp hóa, và văn phòng thành phố.